# Orisha

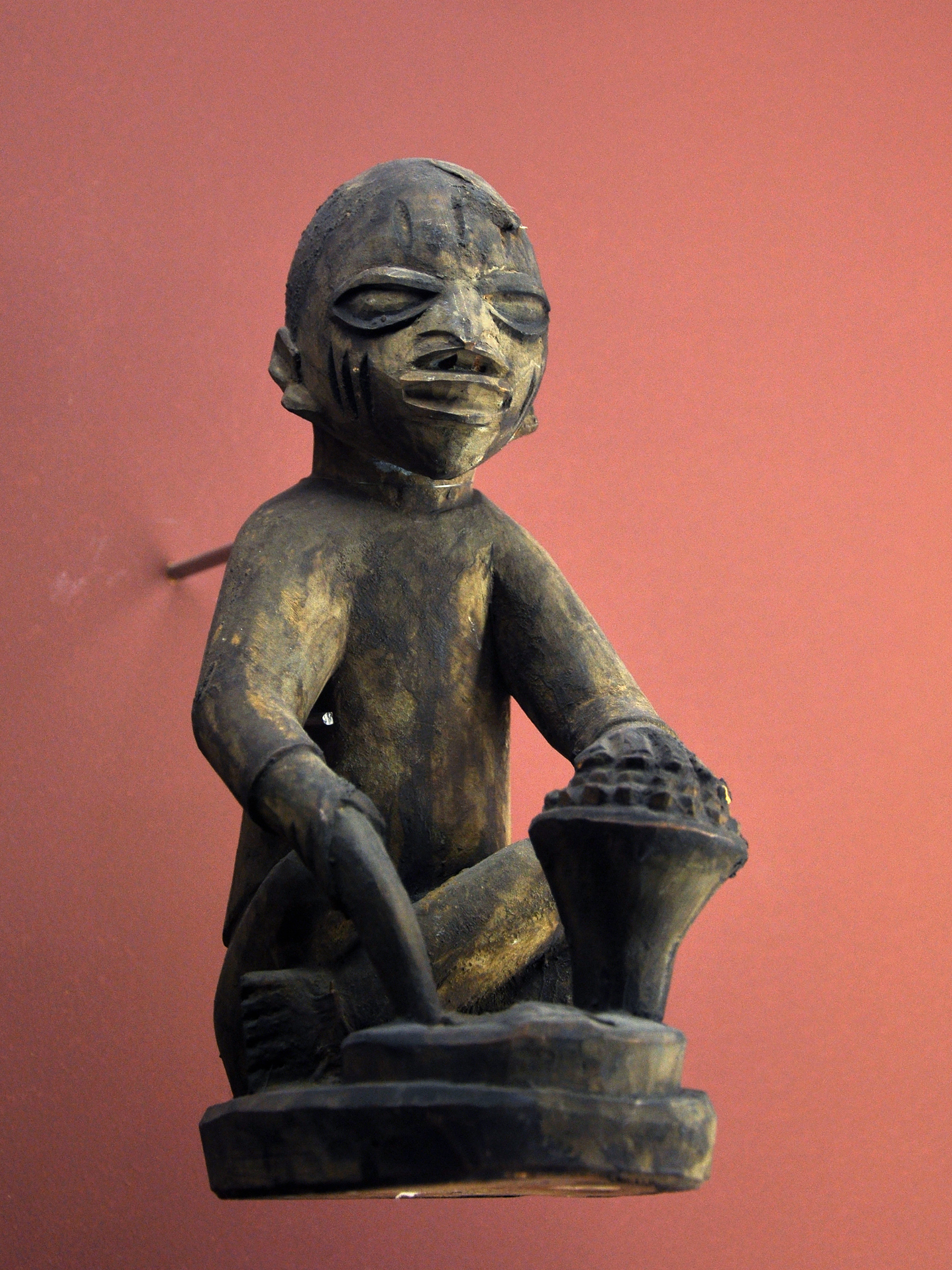

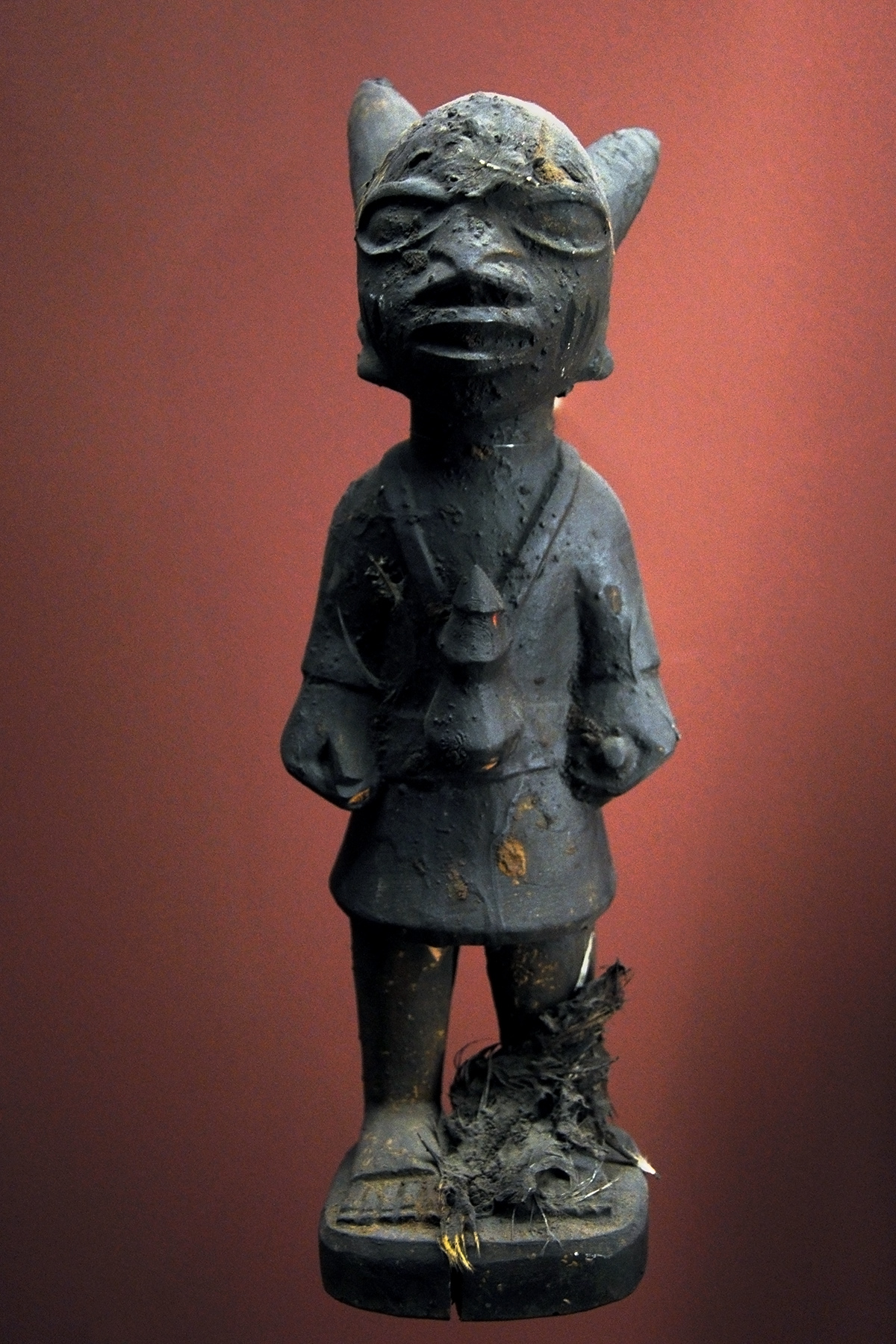

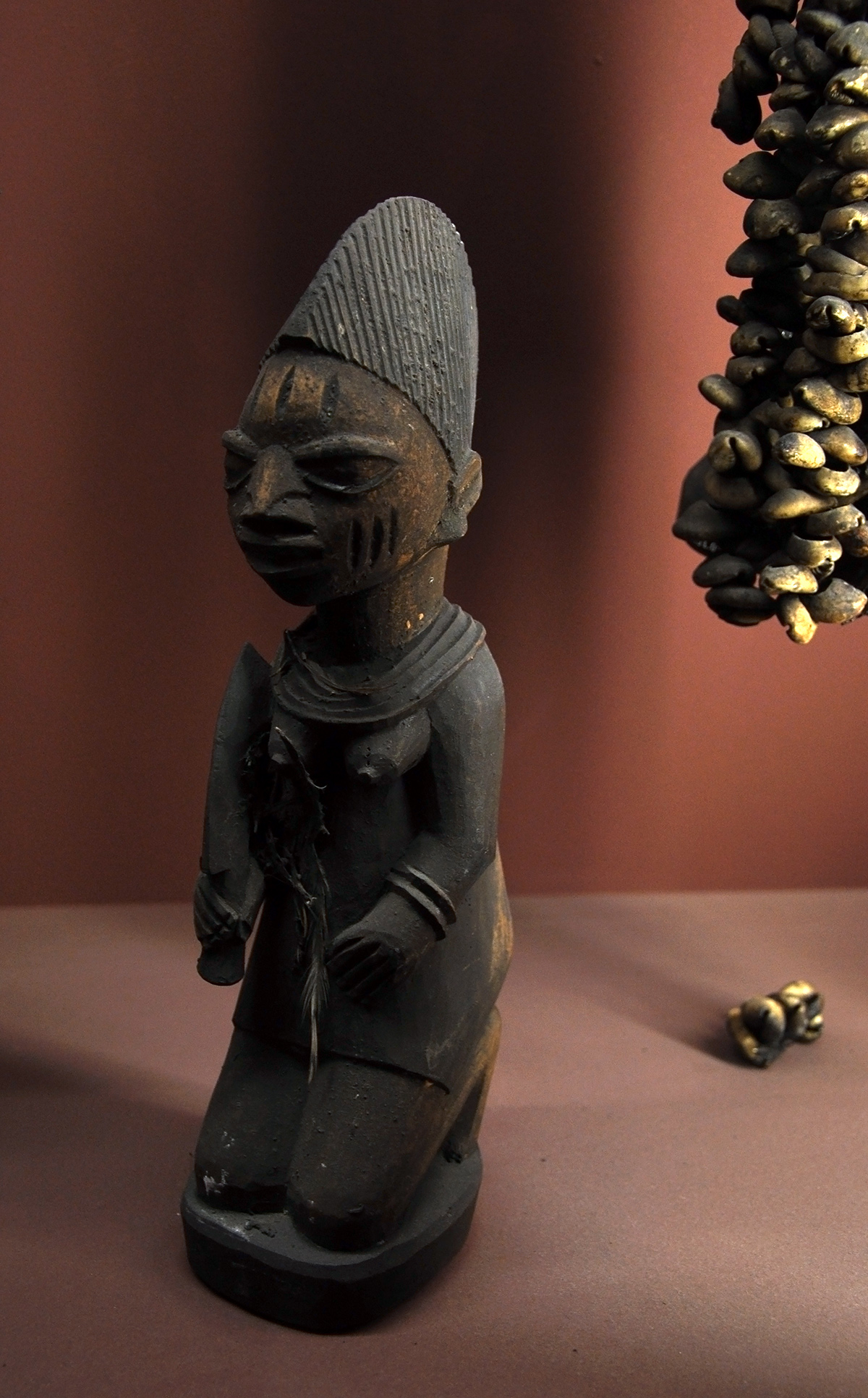

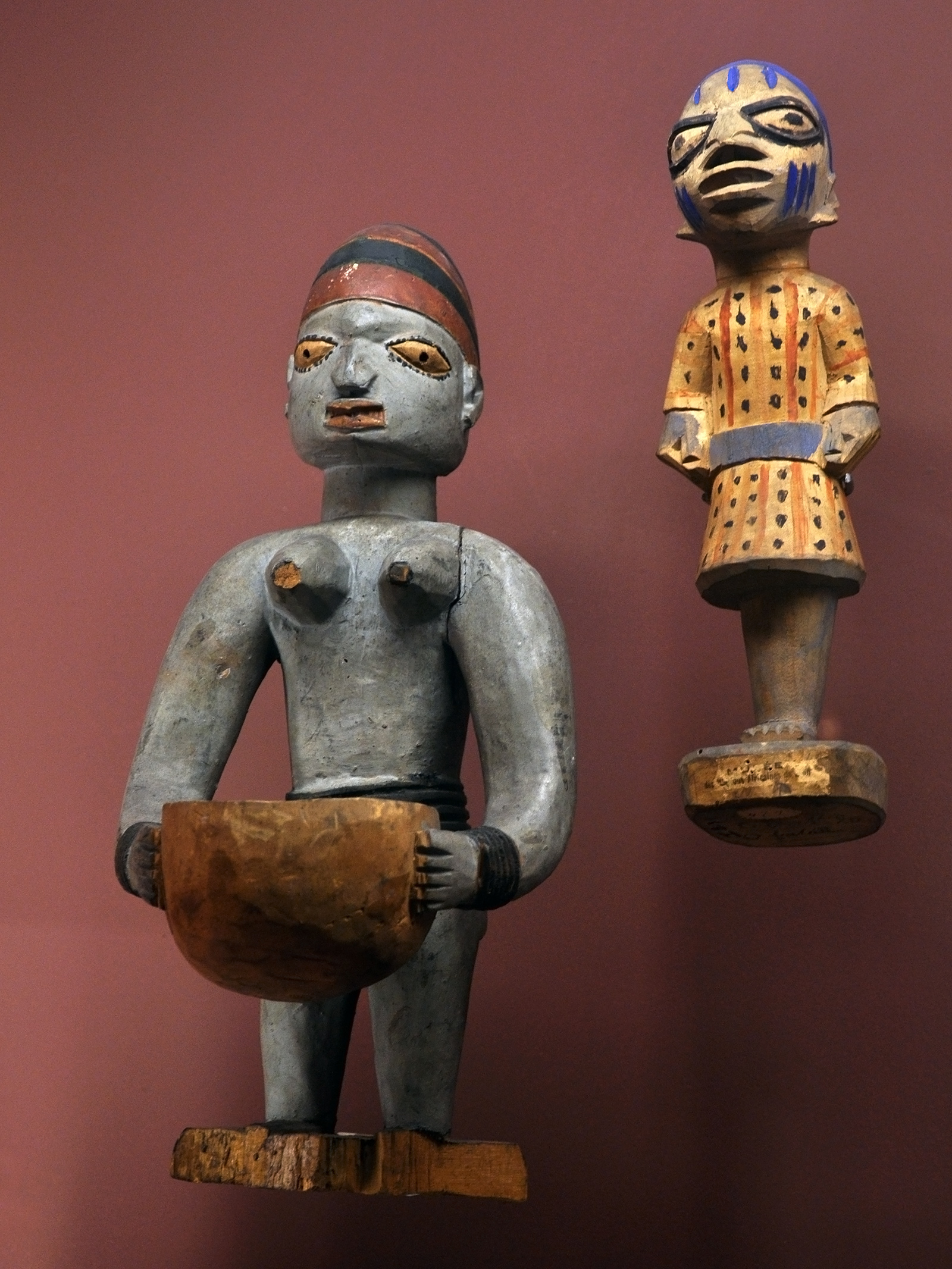

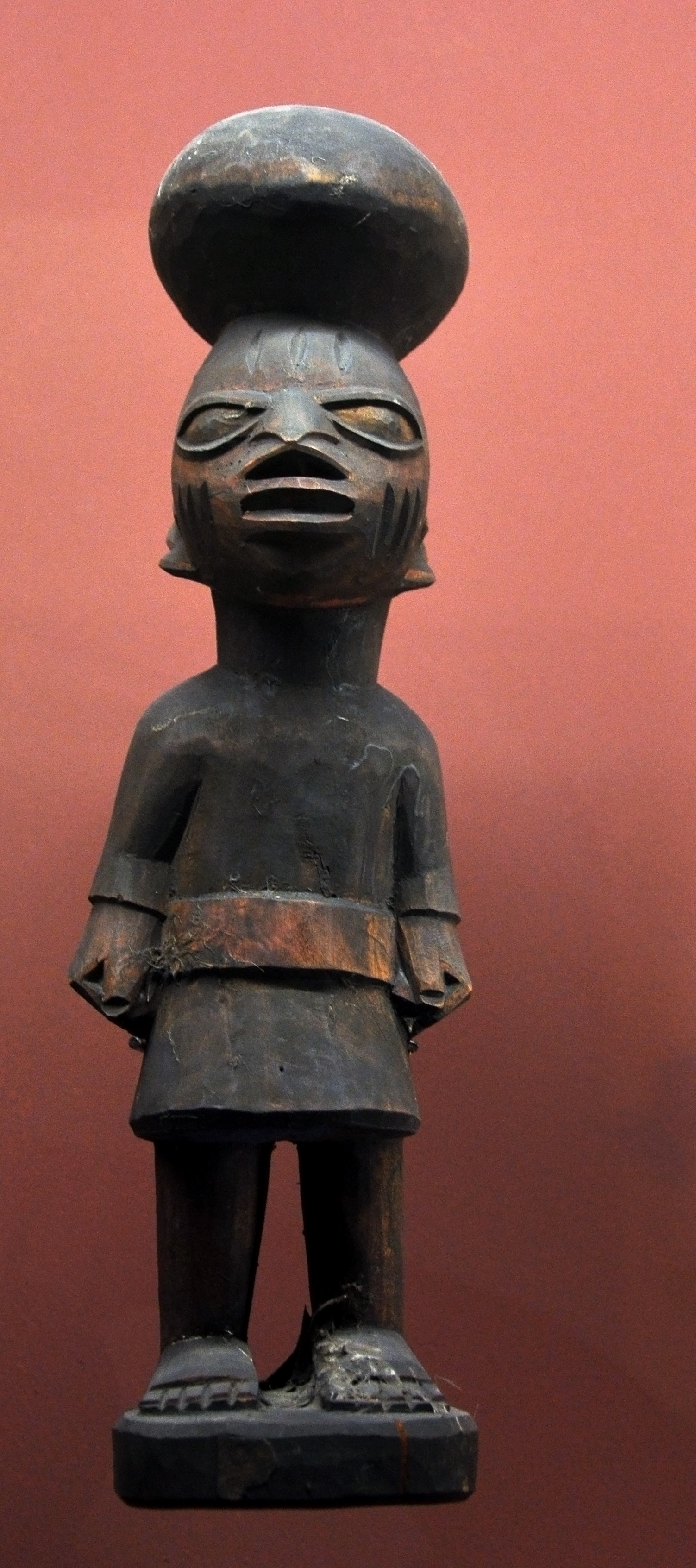

Een orisha (Portugese spelling: orixá) is een bovennatuurlijk wezen uit verschillende Afrikaanse religies, met name de religie van de Yoruba en de Ifa-religie.

Elementen van deze religies zijn door Afrikanen ten tijde van de transatlantische slavenhandel meegenomen naar het Amerikaanse continent. Hierdoor komen de orisha's voor in verschillende - van oorsprong Afrikaanse - religies binnen dat continent, zoals onder andere in de Cubaanse santería, de Braziliaanse candomblé (met afoxé), de Haïtiaanse vodou en de Surinaamse winti. 

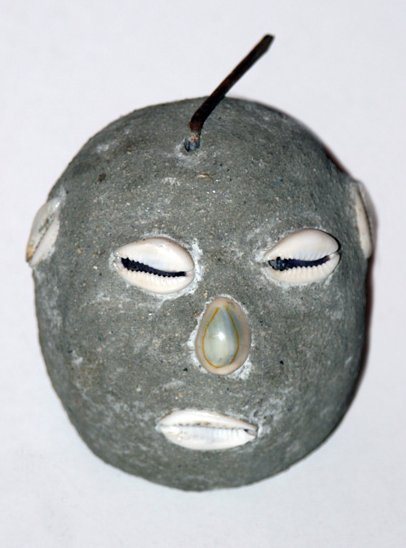
Eshu

## Olorun
Volgens de overlevering komen de orisha's voort uit de oppergod Olorun of Olodumare. Zelf worden de Orisha's nadrukkelijk niet beschouwd als goden, maar vertegenwoordigen ze elk een verschillend aspect van deze oppergod.
Het idee is dat Olorun zo groots is, dat de gelovigen niet rechtstreeks met hem in contact kunnen treden. Er bestaan daarom geen ceremonies waarin Olorun wordt opgeroepen. De orisha's hebben ook menselijke trekken, en kunnen hierdoor als middelaar optreden.

## Kind van een orisha
Aanhangers van de religie geloven dat zij een "kind" van een bepaalde orisha zijn. In een inwijdingsritueel wordt door een priester bepaald van welke orisha men een kind is. Dit gebeurt op basis van:
- Het gooien (lezen) van de búzios, een soort divinatiesysteem met cowrieschelpen die ritueel zijn bewerkt. Men gelooft dat het patroon waarin deze neerkomen afhankelijk van hoe ze vallen (opwaarts of neerwaarts), informatie bevat over iemands levenspad.

## Ceremonies
Tijdens de ceremonies, waar percussie gespeeld en gedanst wordt, kunnen de deelnemers in trance geraken. Men gelooft dat hun lichaam dan wordt overgenomen door een orisha, die informatie doorgeeft.

## Heiligen
De meeste orisha's worden in Latijns-Amerika vereenzelvigd met een katholieke heilige. Deels geeft dit de vermenging van Afro-Amerikaanse religies met het dominante katholieke geloof aan. Anderzijds was dit voor de beoefenaars ook een manier om hun geloof te verbergen in de tijd dat het onderdrukt werd.

## Lijst van orisha's
De belangrijkste orisha's:
| Naam     | Naam      | Naam      | Beschermer van                     |
| Santería | Candomblé | Vodou     | Beschermer van                     |
| -------- | --------- | --------- | ---------------------------------- |
| Obatala  | Oxalá     | Damballah | schepper, wijsheid                 |
| Yemayá   | Iemanjá   | LaSiren   | zee, vruchtbaarheid, moederschap   |
| Eshu     | Exu       | Legba     | bode der goden                     |
| Shangó   | Xangô     |           | vuur, bliksem, dans, gerechtigheid |
| Oshun    | Oxum      |           | rivieren, goud, liefde, kunst      |
| Ogun     | Ogum      | Ogoun     | ijzer, oorlog, technologie         |
| Oya      | Iansã     |           | wind, storm, de doden              |
| Orunmila | Ifá       |           | wijsheid                           |

## Afbeeldingen

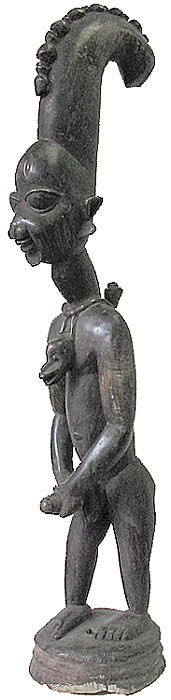
Eshu
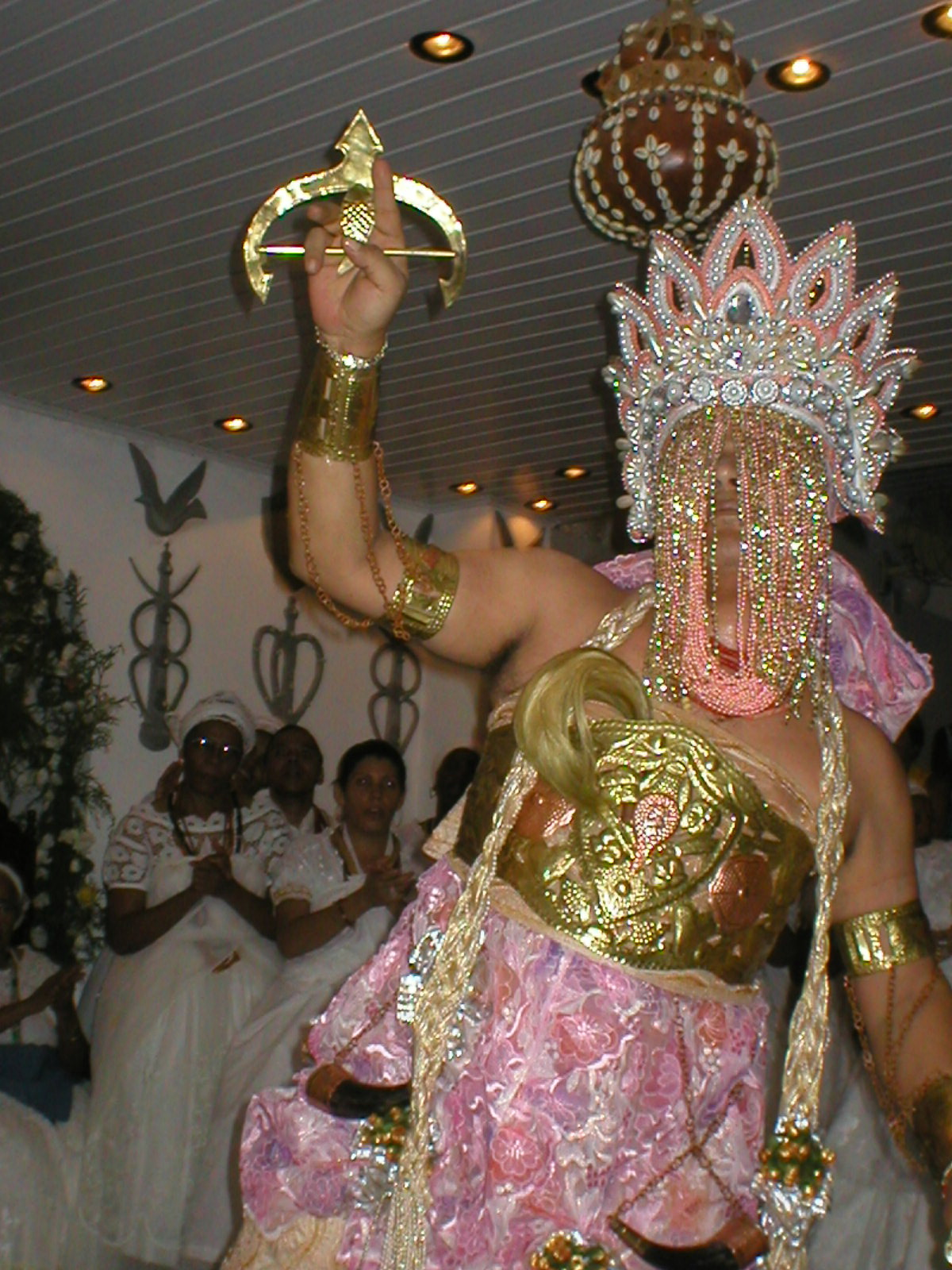

## Trivia
- De Cubaans-Franse hiphopgroep Orishas is vernoemd naar deze orisha's.